# Datteltäter
Die Datteltäter sind eine deutsche Satire-Gruppe aus Berlin, welche überwiegend auf YouTube und Instagram aktiv ist. In ihren Videos befassen sie sich vorrangig mit dem Leben von Muslimen und Vorurteilen gegenüber diesen in Deutschland. Seit 2016 sind sie Teil des öffentlich-rechtlichen Angebots Funk.

## Themen
In den Videos der Datteltäter werden oft auf satirisch-überspitzte Art das Leben von Muslimen und Migranten in Deutschland und die Vorurteile, welchen sie ausgesetzt sind, dargestellt. Ferner gehen sie häufig in diesen kritisierend auf Themen wie (antimuslimischen) Rassismus oder Dschihadismus ein; auch werden sowohl Migranten als auch Deutsche überspitzt und stereotypisch präsentiert. Jedoch widmen sie sich mitunter ernsten Thematiken, wie dem rassistischen Anschlag in Hanau 2020.
Die Datteltäter produzierten unter anderem folgende Videoreihen:
- Wenn Rassismus ehrlich wäre: Überspitzte Darstellung eines Rassisten (gespielt von Fiete Aleksander) in verschiedenen Berufsfeldern, welcher sich unverblümt rassistisch äußert und seine migrantischen Mitmenschen schikaniert.
- Sag mir, ob ich ... bin: In diesem Format muss erraten werden, wer innerhalb einer Gruppe von Menschen eine gewisse „Eigenschaft“ (bspw. geflüchtet oder obdachlos) aufweist.
- Wenn Migranten das sagen, was Deutsche sagen: Hypothetische Darstellung von Migranten mit jenen Vorurteilen[2] gegenüber Deutschen, welche im Alltagsrassismus häufig auftauchen.
- Spaß mit Begriffen: Marcel Sonneck, der einzige Nichtmuslim in der Gruppe, versucht, im Islam vorkommende Begrifflichkeiten zu erklären.
- Sag mir, welche Figur ich spreche! – In diesem Format werden Figuren von Filmen und Serien erraten. Synchronschauspieler sprechen dabei Zitate ihrer Figur.

## Geschichte

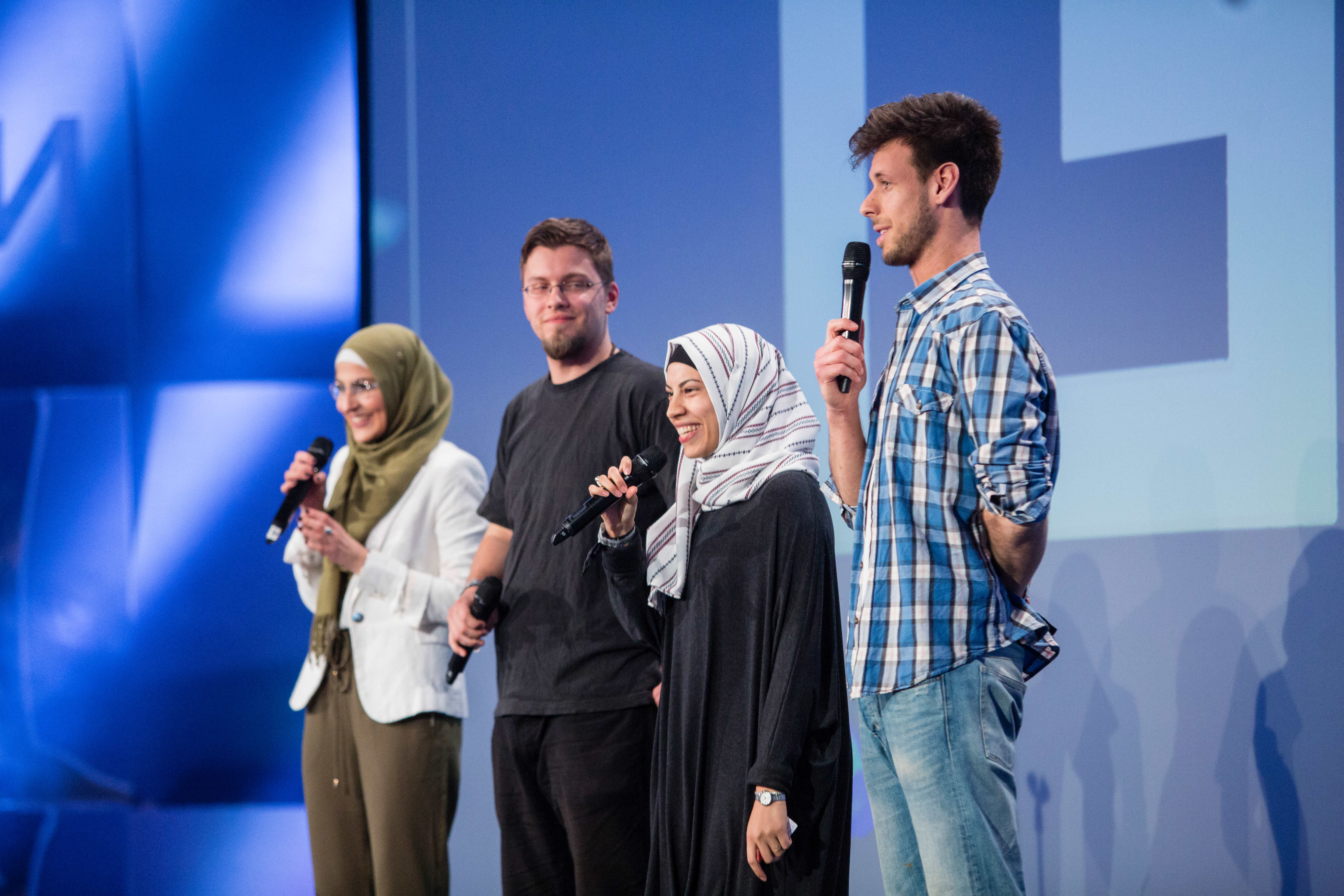
V. l. n. r. Farah Bouamar, Fiete Aleksander, Nemi El-Hassan und Marcel Sonneck bei der re:publica 2016

Der YouTube-Kanal der Gruppe wurde am 6. Juni 2015 gegründet, am 4. Juli 2015 wurde das erste Video veröffentlicht. Die ersten Themen, mit denen sich die Datteltäter befassten, waren die Flüchtlingskrise in Deutschland 2015/2016 sowie die Terrororganisation ISIS und die NPD.
Im September 2016 wurde der Kanal Teil von Funk und ist somit Teil des öffentlich-rechtlichen Rundfunks.

## Mitglieder
Die Mitglieder der Gruppe sind selbst überwiegend Muslime. 2020 trennte sich das Gründungsmitglied Fiete Aleksander von den Datteltätern und gab inhaltliche sowie persönliche Differenzen als Grund an. Auch die Gründungsmitglieder Nemi El-Hassan und Farah Bouamar sind aus der Satire-Gruppe ausgestiegen.

## Auszeichnungen
| Jahr | Preis               | Kategorie                                                       | Gewonnen/Nominiert |       |
| ---- | ------------------- | --------------------------------------------------------------- | ------------------ | ----- |
| 2017 | Grimme Online Award | Kultur und Unterhaltung                                         | Gewonnen           | [ 8 ] |
| 2017 | Grimme Online Award | Publikumspreis                                                  | Gewonnen           | [ 8 ] |
| 2017 | Smart Hero Award    | Gegen Ausgrenzung, für eine offene, pluralistische Gesellschaft | Gewonnen           | [ 9 ] |